# Ligne de Longuyon à Onville et Pagny-sur-Moselle
La ligne de Longuyon à Onville et Pagny-sur-Moselle est une ligne ferroviaire française à écartement standard de la région Lorraine. Elle est mise en service en 1877 par la compagnie des chemins de fer de l'Est, et constitue aujourd'hui une section du Corridor européen C (Anvers - Bâle / Lyon).
Elle constitue la ligne no 095 000 du réseau ferré national.
Elle constituait également la partie nord de la ligne 12 (Nancy – Metz & Longuyon) dans l'ancienne numérotation régionale des lignes de la région Est.

## Ligne

### Tracé
À Longuyon, la ligne est un embranchement de la ligne de Mohon à Thionville, elle croise la ligne de Saint-Hilaire-au-Temple à Hagondange à Conflans - Jarny, avant de descendre du plateau par la vallée d'un affluent du Rupt de Mad, qu'elle franchit avant d'arriver à Onville où elle croise la ligne de Lérouville à Metz-Ville par un jeu de sauts-de-mouton. Elle suit la vallée pour rejoindre Pagny-sur-Moselle sur la ligne de Frouard à Novéant.

### Vitesses limites
Les vitesses limites de la ligne en sens impair sont indiquées dans le tableau ci-dessous. Toutefois, certaines trains (trains de marchandises, rames remorquées) peuvent être limités à des vitesses inférieures.
Certains points spécifiques, gares, courbes peuvent être soumises à des limitations de vitesses locales plus faible.
| De (PK)                  | À (PK)                   | Limite (km/h) |
| ------------------------ | ------------------------ | ------------- |
| Bif. de Longuyon         | PK 23,1                  | 100           |
| PK 23,1                  | Conflans Jarny (PK 41,3) | 120           |
| Conflans Jarny (PK 41,3) | Chambley (PK 56,3)       | 110           |
| Chambley (PK 56,3)       | Pagny sur Moselle        | 100           |

## Histoire
Après la guerre de 1870, le traité de Francfort, en modifiant la frontière entre l'Allemagne et la France au détriment de celle-ci, nécessite la construction d'une ligne de chemin de fer pour rétablir un lien entre le nord du nouveau département de Meurthe-et-Moselle et la ville de Nancy, son chef-lieu. La desserte de Longwy est également un paramètre important, du fait de l'importance de ses mines de fer et de ses usines sidérurgiques qui se sont retrouvées isolées par cette nouvelle configuration.
Cette ligne est concédée à la Compagnie des chemins de fer de l'Est par une convention signée le 17 juin 1873 entre le ministre des Travaux publics et la Compagnie. Cette convention est approuvée à la même date par une loi qui déclare la ligne d'utilité publique. Le tracé était très approximatif puisque la loi parlait d'une ligne d'un point à déterminer de la frontière belge à un point à déterminer de la vallée de la Moselle, passant ou desservant par embranchement les terrains miniers d'Hussigny et de Villerupt ainsi que la vallée de l'Orne, ainsi que les villes de Briey et Thiaucourt.
Le tracé fut par la suite modifié, notamment pour des raisons stratégiques afin que cette nouvelle ligne directe ne passe pas près de la frontière, et les villes de Briey et Thiaucourt furent desservies par des lignes embranchées à cette ligne, plus directe, qui passe par Conflans-Jarny et Barconcourt. Hussigny bénéficiera d'une ligne desservant Longwy et se terminant en impasse au niveau de Villerupt-Micheville, tout comme la ligne qui dessert Briey.
Répondant à la demande pressante de l'État, la compagnie des chemins de fer de l'Est met en construction la voie qui est mise en service en 1877.
En 1902 la ligne est mise à double voie.

## Projet
Tronçon du Corridor européen C (Anvers - Bâle / Lyon), la ligne devrait être équipée du Système européen de contrôle des trains ETCS niveau 1 à l'horizon 2018.